# Konrad Kwiecień
Konrad Kwiecień (ur. 2 marca 1964 w Kielcach) – polski łucznik sportowy, olimpijczyk z Barcelony. Syn Antoniego i Heleny (z d. Koźmińskiej). 
W latach 1976–1992 należał do klubu sportowego Stella Kielce. Od 1992 należy do klubu Łucznik Żywiec. Jego trenerzy to: Wiktor i Marian Pyk, Jan Lach, Jan Włosik. W 1982 ukończył III Liceum Ogólnokształcące im. C. K. Norwida w Kielcach. Jest żonaty i mieszka w Żywcu. Ma dwóch synów: Igora (ur. w 1986) i Marcina (ur. w 1989).

## Osiągnięcia sportowe
- 1984 - złoty medal Mistrzostw Polski na otwartych torach (indywidualnie);
- 1984 - zdobywca Pucharu Polski;
- 1985 - brązowy medal Halowych Mistrzostw Europy, Odessa (drużynowo - razem z Janem Popowiczem, Krzysztofem Włosikiem, Andrzejem Nuckowskim);
- 1985 - 8. miejsce Halowych Mistrzostw Europy;
- 1985 - złoty medal Halowych Mistrzostw Polski;
- 1986 - zdobywca Pucharu Polski;
- 1986 - złoty medal Mistrzostw Polski na otwartych torach (indywidualnie);
- 1987 - złoty medal Halowych Mistrzostw Polski;
- 1987 - uczestnik Mistrzostw Świata, Adelaide;
- 1988 - złoty medal Halowych Mistrzostw Polski;
- 1988 - złoty medal Mistrzostw Polski na otwartych torach (indywidualnie);
- 1990 - złoty medal Mistrzostw Polski na otwartych torach (indywidualnie);
- 1992 - 44. miejsce podczas Igrzysk Olimpijskich w Barcelonie (wielobój indywidualny);
- 1992 - 10. miejsce (16. w rundzie eliminacyjnej) w wieloboju drużynowym podczas Igrzysk Olimpijskich w Barcelonie (razem z Jackiem Gilewskim, Sławomirem Napłoszkiem).